# 치니셀로발사모

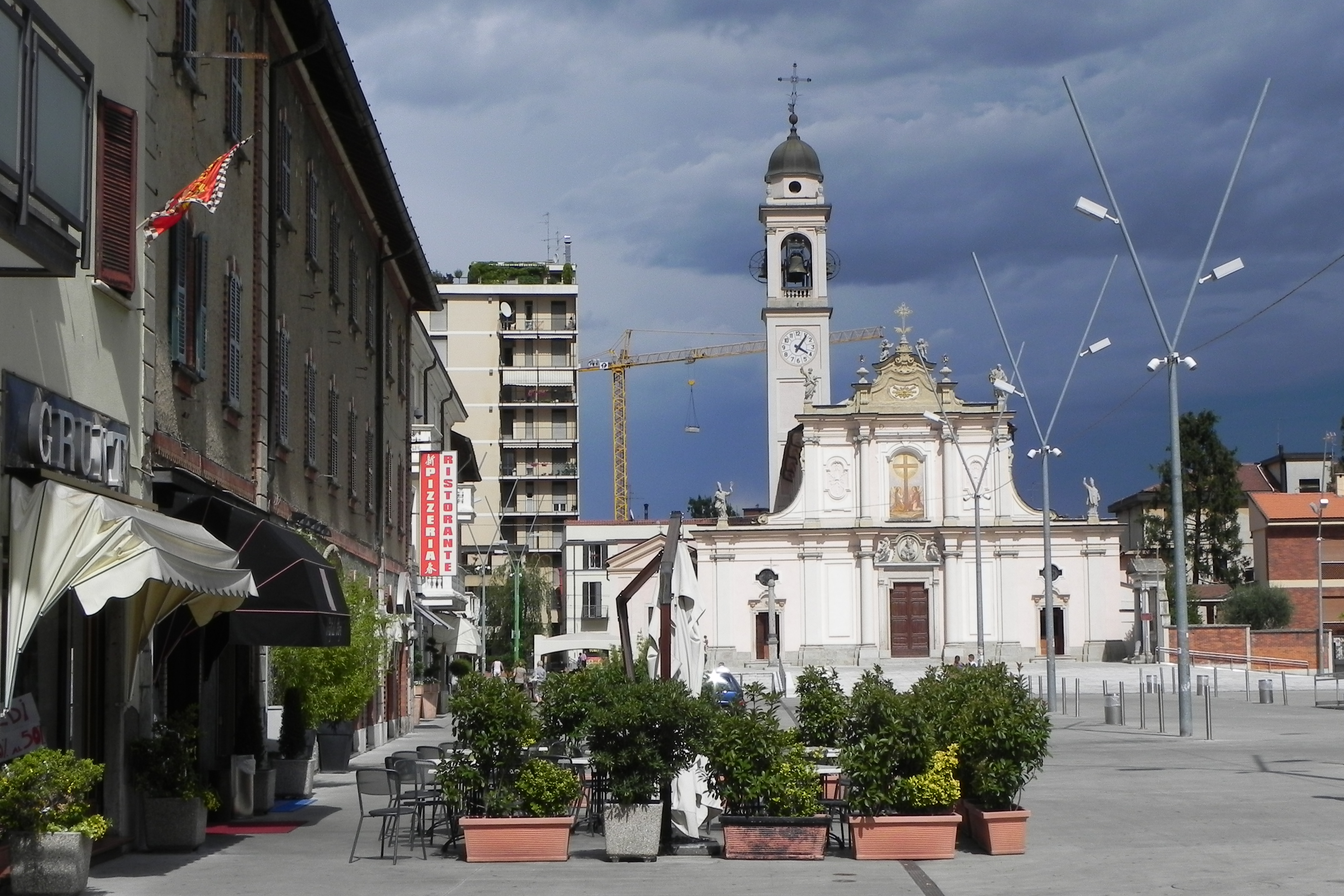

치니셀로발사모(Cinisello Balsamo) 또는 치니젤로발사모는 이탈리아 롬바르디아주 밀라노광역시의 약 75,200명 거주자들의 코무네이며 밀라노 도시 중심부에서 북동쪽으로 약 10킬로미터 지점에 위치해 있다.
현재의 코무네는 1928년 치니젤로(Cinisello)와 발사모(Balsamo)의 병합을 통해 만들어졌다.

## 저명한 출신 인물
- 가에타노 시레아(1953): 축구 선수이자 코치
- 로베르토 캄마렐레(1980): 복싱 선수

## 자매 도시
- 이탈리아 마차리노

## 같이 보기
- 밀라노도
- 롬바르디아주
- 랑고바르드족